# Comuna Sodražica
Sodražica (Občina Sodražica) este o comună din Slovenia, cu o populație de 2.038 de locuitori (2002).

## Localități
Betonovo, Globel, Janeži, Jelovec, Kotel,  Kračali, Kržeti, Lipovšica, Male Vinice, Nova Štifta, Novi Pot, Petrinci, Podklanec, Preska, Ravni Dol, Sinovica, Sodražica, Travna Gora, Vinice, Zamostec, Zapotok, Žimarice